# Santa Magdalena del Mas Cerdà
Santa Magdalena del Mas Cerdà és una església del municipi de Bassella (Alt Urgell) protegida com a bé cultural d'interès local.

## Descripció
La capella de Santa Magdalena es troba aïllada i està situada sobre un talús de pedra proper al Mas Cerdà. És una petita construcció d'una nau, coberta amb volta de canó, i absis semicircular orientat a llevant. L'absis presenta una finestra centrada de doble esqueixada de tres arcs en gradació i un parament de carreus ben tallats. La porta és refeta amb una llinda que porta inscrita la data 1743. El campanar d'espadanya d'un sol ull que corona el mur de ponent també és d'època barroca.